# دهستان سفالگران
دهستان سفالگران واقع در بخش لالجین شهرستان بهار استان همدان ایران است.

## آبادیهای دهستان
- تازه‌کند (حسام‌آباد)
- جمشیدآباد
- چپق‌لو
- دهنجرد
- دینارآباد
- ساری‌قمیش
- گنبدان
- گنج‌تپه
- میرزاحصاری (میرزاکندی)
- هارون‌آباد

## جمعیت
۲۴۶۹ خانوار با جمعیت ۱۰۵۸۷نفر. از این تعداد ۵۴۲۲ نفر را مردان و ۵۱۶۵ نفر را زنان تشکیل می‌دهند.
تمام اهالی این دهستان مسلمان شیعه مذهبند و به زبان ترکی صحبت می‌کنند.

## امکانات
- آب لوله‌کشی- برق- گاز لوله‌کشی
- خانهٔ بهداشت (۱۳)- بهداشت‌یار و بهورز (۱۵)- بهیار و مامای روستایی (۱۹)- پزشک و دندانپزشک (۱۷)-داروخانه (۱۹)- دامپزشک و تکنسین دامپزشکی(۲۰)
- دسترسی عمومی به اینترنت- کتابخانهٔ عمومی (۱۹)- مکان ورزشی (۲۰)
- دبستان (۱۰)- مدرسهٔ راهنمایی پسرانه (۱۴)- مدرسهٔ راهنمایی دخترانه (۱۴)- مدرسهٔ راهنمایی مختلط (۲۰)- دبیرستان پسرانه (۱۹)- دبیرستان دخترانه (۱۸)
- دفتر پست (۱۹)- دفتر مخابرات (۱۲)- شرکت تعاونی روستایی (۱۴)- حمام عمومی (۱۶)- مسجد (۱۱)
- تعمیرگاه ماشینهای کشاورزی (۳)- تراکتور (۲۵۲)- کمباین (۳۹)
- چاه آب (۲۵۵)- چشمهٔ دائمی یا فصلی (۲۵)- قنات (۱۰)

## محصولات زراعی
مهم‌ترین محصولات کشاورزی دهستان سفالگران باقلا، جو، چغندر قند، خربزه، خیار، ذرت علوفه‌ای و خوشه‌ای، سبزیجات، سیب زمینی، سیر، شبدر، عدس، گلزا، گندم، گوجه‌فرنگی، لوبیا، نخود، هندوانه، هویج، یونجه و اسپرس است . همچنین مهم‌ترین محصولات باغی این دهستان شامل انگور آبی و دیم، توت، بادام آبی و دیم، زردآلو و قیسی، سیب، گردو، گیلاس و آلبالو است.

## آثار و اماکن تاریخی دهستان
- تپهٔ گنج‌تپه
- تپهٔ دینارآباد
- قزلر قاله‌سی (قلعهٔ دختران) در نزدیکی ساری‌قمیش
- پل آق کرپی (پل سفید) دهنجرد[۲]